# Galepsus coronatus
Galepsus coronatus är en bönsyrseart som beskrevs av Scott LaGreca 1952. Galepsus coronatus ingår i släktet Galepsus och familjen Tarachodidae. Inga underarter finns listade i Catalogue of Life.